# Liste der Bodendenkmäler in Stadtbergen
Auf dieser Seite sind die Bodendenkmäler in der schwäbischen Stadt Stadtbergen zusammengestellt. Diese Tabelle ist eine Teilliste der Liste der Bodendenkmäler in Bayern. Grundlage ist die Bayerische Denkmalliste, die auf Basis des Bayerischen Denkmalschutzgesetzes vom 1. Oktober 1973 erstmals erstellt wurde und seither durch das Bayerische Landesamt für Denkmalpflege geführt wird. Die folgenden Angaben ersetzen nicht die rechtsverbindliche Auskunft der Denkmalschutzbehörde.

## Bodendenkmäler der Stadt Stadtbergen

### Bodendenkmäler in der Gemarkung Leitershofen
| Lage                    | Objekt | Akten-Nr.     | Bild |
| ----------------------- | --- | ------------- | ---- |
| Leitershofen (Standort) | Brandgräber der römischen Kaiserzeit. | D-7-7630-0094 |      |
| Leitershofen (Standort) | Mittelalterliche und frühneuzeitliche Befunde im Bereich der Katholischen Pfarrkirche St. Oswald in Leitershofen und ihrer Vorgängerbauten. | D-7-7631-0146 |      |
| Leitershofen (Standort) | Siedlung des Mittelalters. | D-7-7631-0147 |      |
| Leitershofen (Standort) | Siedlung der Bronzezeit. | D-7-7631-0149 |      |
| Leitershofen (Standort) | Mittelalterliche und frühneuzeitliche Befunde im Bereich des Oberen und Unteren Schlosses in Leitershofen.                                  | D-7-7631-0598 |      |

### Bodendenkmäler in der Gemarkung Stadtbergen
| Lage                   | Objekt | Akten-Nr.     | Bild |
| ---------------------- | --- | ------------- | ---- |
| Stadtbergen (Standort) | Teilstück einer Straße der römischen Kaiserzeit.                                                                   | D-7-7631-0136 |      |
| Stadtbergen (Standort) | Siedlung und Grabhügel der Hallstattzeit, Siedlung der römischen Kaiserzeit (Villa suburbana).                     | D-7-7631-0139 |      |
| Stadtbergen (Standort) | Grabhügel der Hallstattzeit und Brandgräber der römischen Kaiserzeit.                                              | D-7-7631-0142 |      |
| Stadtbergen (Standort) | Frühneuzeitliche Befunde im Bereich des Schlosses.                                                                 | D-7-7631-0143 |      |
| Stadtbergen (Standort) | Mittelalterliche und frühneuzeitliche Befunde im Bereich der Katholischen Pfarrkirche St. Nikolaus in Stadtbergen. | D-7-7631-0599 |      |
| Stadtbergen (Standort) | Siedlung der Bronzezeit.                                                                                           | D-7-7631-0611 |      |
| Stadtbergen (Standort) | Gräber des Mittelalters oder der frühen Neuzeit.                                                                   | D-7-7631-0622 |      |